# Massimo Natili
Massimo Natili (n. 28 iulie 1935, Ronciglione, Lazio, Regatul Italiei – d. 19 septembrie 2017, Viterbo, Lazio, Italia) a fost un pilot de Formula 1. De-a lungul carierei a luat startul în 1 cursă, niciuna din pole-position. Nu a câștigat nicio cursă și nu a terminat niciodată pe podium, acumulând 0 puncte în întreaga activitate ca pilot de Formula 1.